# Gallicolombe de Stair
Pampusana stairi
Espèce
Statut de conservation UICN

 LC C2a(i) : Préoccupation mineure
La Gallicolombe de Stair (Pampusana stairi, anciennement Gallicolumba stairi) est une espèce d'oiseaux de la famille des Columbidae.

## Répartition
Cet oiseau vit aux Samoa américaines, aux Fidji, aux Samoa, aux Tonga et à Wallis et Futuna (où c'est une espèce protégée).